# 17945 Hawass
17945 Hawass è un asteroide della fascia principale. Scoperto nel 1999, presenta un'orbita caratterizzata da un semiasse maggiore pari a 2,5727893 UA e da un'eccentricità di 0,1008040, inclinata di 2,24095° rispetto all'eclittica.
È dedicato al celebre archeologo Zahi Hawass.